# Venetian Snares

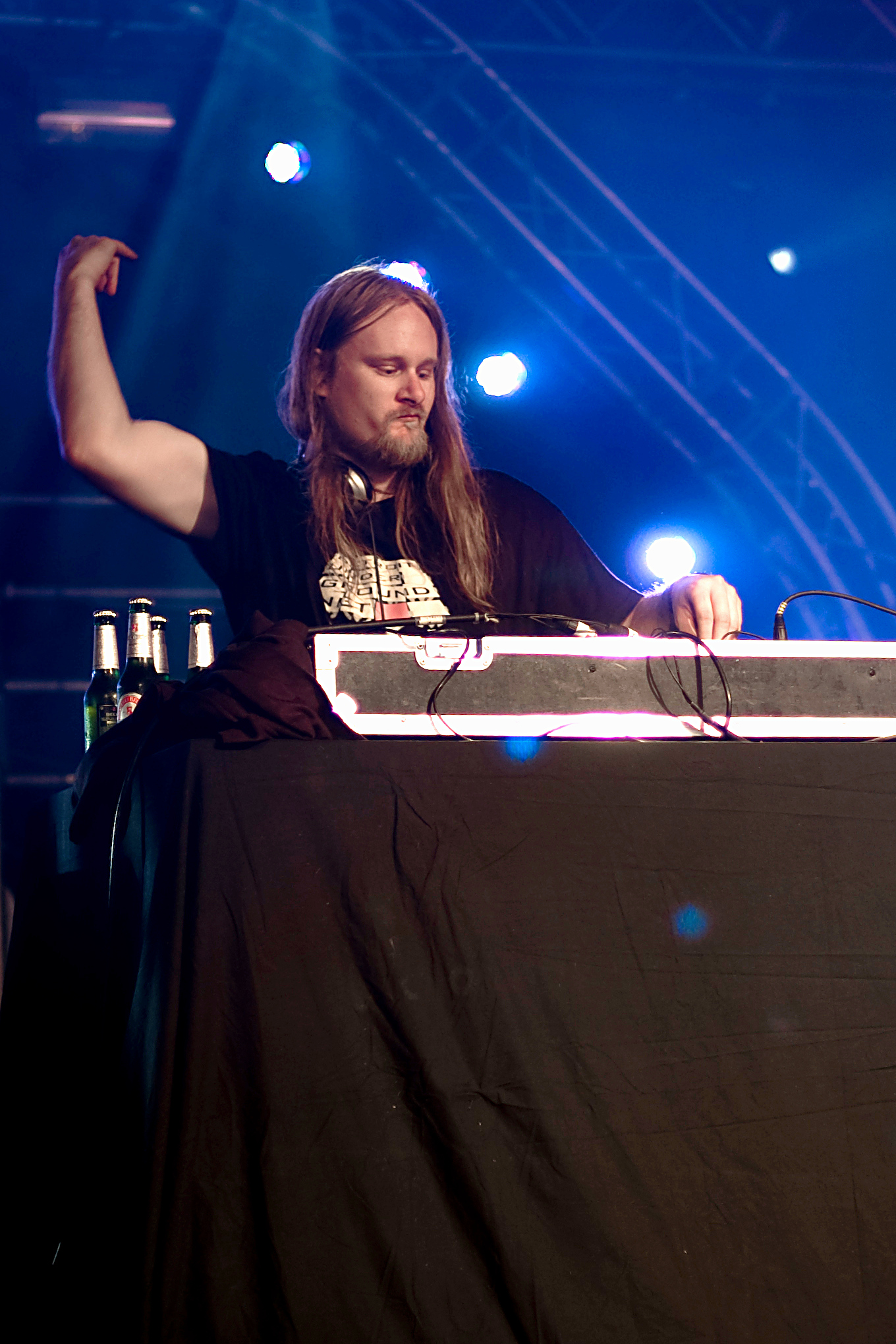
Venetian Snares live beim Ilosaarirock 2008 Festival in Joensuu, Finnland

Venetian Snares, eigentlich Aaron Funk (* 11. Januar 1975 in Winnipeg, Manitoba, Kanada) ist ein kanadischer Produzent elektronischer Musik.

## Leben
Die Musik ist größtenteils dem Genre Breakcore zuzurechnen, es werden extrem hohe Tempi, Breakbeats, ungewöhnliche Klänge und eine hohe Anzahl von Samples verwendet. Eine Besonderheit von Funks Veröffentlichungen ist der massive Einsatz unüblicher Taktarten (vor allem 7/4-Takt bzw. 7/8-Takt), extrem selten findet man einen 4/4-Takt vor. Typisch ist auch sein verspielter Umgang mit Snare Drums, die er teilweise wie ein melodieführendes Instrument einsetzt, worauf auch sein Künstlername zurückzuführen ist.
Venetian Snares' musikalische Veröffentlichung decken eine Vielzahl an Genres und Stilen ab. Während auf Alben wie Winnipeg Is a Frozen Shithole und Cavalcade of Glee and Dadaist Happy Hardcore Pom Poms klar die genretypischen Hardcore-Techno- und Gabber-Einflüsse zu hören sind, sind etwa auf den Alben Rossz Csillag Alatt Született und My Downfall (Original Soundtrack) größtenteils Elemente klassischer Musik in Verbindung mit dem Amen Break zu hören. Laut eigener Aussage erlernte Funk für Rossz Csillag Alatt Született das Geigenspiel, zudem sind gesampelte Streicherklänge aus Kompositionen von Igor Strawinski, Béla Bartók und anderen zu hören. Auf den Alben Huge Chrome Cylinder Box Unfolding oder Songs About My Cats verwendet Funk sehr technische Klänge, die sich in Richtung IDM/Glitch bewegen. Auf dem Album Higgins Ultra Low Track Glue Funk Hits 1972–2006 treibt er die Sampledichte auf eine ungeahnte Höhe, indem er beispielsweise aus popkulturell bekannten Songs wie Britney Spears’ I'm A Slave 4 U, Heatwaves Boogie Nights oder Mötley Crües Too Young komplett neue, verfremdet klingende Lieder montiert. Wieder andere Veröffentlichungen wie Badminton oder Moonglow/This Bitter Earth zeigen einen starken Jazz-Einschlag. Nymphomatriarch aus dem Jahr 2003 entstand in Zusammenarbeit mit seiner damaligen Freundin, der Breakcore-Musikerin Hecate. Laut eigener Aussage besteht das komplette Album aus Samples, die beide beim Geschlechtsverkehr aufnahmen. So kommt anstatt einer Snare Drum das Klatschen einer Hand auf das Gesäß (Spanking) zum Einsatz.
Seit 2001 erscheint Funks Musik vorwiegend auf Mike Paradinas’ (µ-ziq) Label Planet Mu, welcher ihn umgehend für das Label verpflichtete, nachdem er Greg Hates Car Culture gehört hatte. Aber auch auf weiteren Labels wie Hymen Records, Sublight Records, Zhark International und Isolate Records veröffentlicht Funk.
Zur Komposition benutzt er zum Großteil Tracker-Software, anfangs OctaMED, mittlerweile Renoise und Cubase.
Einige der Venetian Snares-Plattencover stammen von dem Künstler Trevor Brown und zeigen bizarre und schockierende Darstellungen von Gewalt und Sexualität. Andere seiner Alben hingegen werden von schlichten, fast banalen Bildern, etwa von Vögeln (Rossz Csillag Alatt Született), Spielzeug (2370894) oder seinen Katzen (Songs About My Cats) geziert.
Wie viele andere Künstler der elektronischen Musik veröffentlicht Aaron Funk nicht nur unter einem Pseudonym seine Musik. Unter anderem veröffentlichte er Songs auf verschiedenen Samplern oder Nebenprojekten (wie zum Beispiel seine stark in Richtung Acid gehenden Veröffentlichungen als Last Step) unter seinem bürgerlichen Namen oder Künstlernamen wie Last Step, BeeSnares, Puff, Snares Man!, Ventriloquist Snakes, Senetian Vnares oder Nymphomatriarch (zusammen mit Hecate).
Funk lebte für einige Zeit mit seiner bulgarischen Freundin in Budapest. Nach der Trennung zog er wieder zurück nach Winnipeg.
2010 gründete Funk sein eigenes Label Timesig, auf welchem er das Album My So-Called Life veröffentlichte.

## Diskografie

### Alben
- 2000: printf("shiver in eternal darkness/n"); (Isolate Records)
- 2001: Making Orange Things (Planet µ)
- 2001: Songs About My Cats (Planet µ)
- 2001: Doll Doll Doll (Hymen Records)
- 2002: Higgins Ultra Low Track Glue Funk Hits 1972–2006 (Planet µ)
- 2002: 2370894 (Planet µ)
- 2002: Winter in the Belly of a Snake (Planet µ)
- 2003: Find Candace (Hymen Records)
- 2003: The Chocolate Wheelchair Album (Planet µ)
- 2004: Huge Chrome Cylinder Box Unfolding (Planet µ)
- 2005: Winnipeg Is a Frozen Shithole (Sublight Records)
- 2005: Rossz csillag alatt született (Planet µ)
- 2005: Meathole (Planet µ)
- 2006: Cavalcade of Glee and Dadaist Happy Hardcore Pom Poms (Planet µ)
- 2006: Hospitality (Planet µ)
- 2007: My Downfall (Original Soundtrack) (Planet µ)
- 2008: Detrimentalist (Planet µ)
- 2009: Filth (Planet µ)
- 2010: My So-Called Life (Timesig)
- 2014: My Love Is a Bulldozer (Planet µ)
- 2015: Thank You For Your Consideration (Self-released)
- 2016: Traditional Synthesizer Music (Planet µ)
- 2018: She Began to Cry Tears of Blood Which Became Little Brick Houses When They Hit the Ground (Mute Song)

### Singles, EPs und sonstige Veröffentlichungen
- 1999: Greg Hates Car Culture (History of the Future)
- 2000: Salt (Zhark International)
- 2000: 7 Sevens.med EP (Low Res)
- 2001: White Label (EP) (Hangars Liquides)
- 2001: Defluxion / Boarded Up Swan Entrance (Planet µ)
- 2001: Shitfuckers!!! (Dyslexic Response)
- 2001: The Connected Series #2 (Zusammenarbeit mit Cex) (Klangkrieg)
- 2002: A Giant Alien Force More Violent & Sick Than Anything You Can Imagine (Hymen Records)
- 2003: Badminton (Addict Records)
- 2003: Einstein-Rosen Bridge (Planet µ)
- 2003: Nymphomatriarch (Zusammenarbeit mit Hecate) (Hymen Records)
- 2004: Moonglow / This Bitter Earth (Addict Records)
- 2004: Horse and Goat (Sublight Records)
- 2004: Infolepsy EP (Coredump Records)
- 2007: Pink + Green (Sublight Records)
- 2007: Sabbath Dubs (Kriss Records)
- 2008: Miss Balaton (Planet µ)
- 2009: Horsey Noises (Planet µ)[2]
- 2012: Fool the Detector (timesig)

### Remixe (Auswahl)
Aaron Funk ist ein aktiver Remixer und hat unter anderem folgenden Stücke geremixt:
- 2001: Fate of Icarus – 234 (Venetian Snares Version) (Willowtip)
- 2003: Boom Bip – The Unthinkable (Venetian Snares Remix) (Warp Records)
- 2004: Isis – The Beginning and the End (Venetian Snares Remix) (Daymare Recordings)
- 2005: Otto von Schirach – Pelican Moondance (Pelican Hexified) (Schematic)
- 2006: Fanny – We Change the Music (Venetian Snares Mix) (Sublight Records)